# Teodósio da Valáquia
Teodósio, (1505-Istambul, depois de 22 de Janeiro de 1522) foi Príncipe da Valáquia entre 15 de Setembro de 1521 e 22 de Janeiro de 1522, sob regência da mãe, Milica da Sérvia, sendo interrompido por Dragomiro da Valáquia entre 27 de Setembro e 25 de Outubro de 1521.

## Biografia
Teodósio era o filho primogénito de Neagoe Bassarabe e da sua esposa Milica da Sérvia, da Casa de Branković.
Subiu ao poder após a morte do pai a 15 de Setembro de 1521. Como era menor, governou sob a tutela da mãe, Milica.
Pouco tempo após, a 27 de Setembro, o trono é-lhe usurpado por Dragomiro da Valáquia. Mas regressa rapidamente ao trono, a 25 de Outubro, graças a uma intervenção turca sob as ordens de Mehmet Beg Mihaloglu, governador de Nicópolis. Desejando tornar-se príncipe da Valáquia, este último leva Teodósio para o sul do Danúbio e dirige o principado até 22 de Janeiro de 1522.
Os boiardos hostis ao Império Otomano apelaram a Radu de Afumati, filho ilegítimo de Radu IV o Grande, que combatesse os invasores. Mehmed restaurou primeiramente Teodósio e a mãe no poder, mas acabou depois por levar Teodósio para Istambul, com os seus tesouros e armas.
O jovem príncipe lá faleceu, depois de 22 de Janeiro de 1522, possivelmente de peste ou de tuberculose, doença que teria afetado também o pai e os irmãos.